# NBA Community Assist Award
O NBA Community Assist Award (em português: Prêmio da NBA de Assistência Comunitária) é um prêmio da National Basketball Association concedido desde a temporada da NBA de 2001-02 ao jogador com mais envolvimento com sua determinada comunidade, atividades filantrópicas e trabalhos de caridade; É um prêmio mensal, mas os prêmios da temporada e da off-season também são entregues. O prêmio é patrocinado pela Kia Motors e faz parte do programa NBA Cares. O vencedor recebe o Troféu Bob Lanier, ex-jogador que foi embaixador da NBA Cares. Na temporada da NBA de 2012-13, o prêmio da temporada foi acompanhado por uma doação de US$ 25.000 da Kia e da NBA para uma instituição de caridade escolhida pelos destinatários.

## Vencedores

### Vencedores Mensais
Temporada 2001-02
- Jerry Stackhouse - Detroit Pistons (Outubro)
- Shareef Abdur-Rahim - Vancouver Grizzlies (Novembro)
- Eric Snow - Philadelphia 76ers (Dezembro)
- Adonal Foyle - Golden State Warriors (Janeiro)
- Kevin Garnett - Minnesota Timberwolves (Fevereiro)
- Desmond Mason - Seattle SuperSonics (Março)
- Shane Battier - Memphis Grizzlies (Abril)
- Reggie Miller - Indiana Pacers (Maio)
- Antoine Walker - Boston Celtics (Junho)
- Jason Terry - Atlanta Hawks (Julho)
- Shawn Marion - Phoenix Suns (Agosto)
- P. J. Brown - Charlotte Hornets (Setembro)

Temporada 2002-03
- Todd MacCulloch - Philadelphia 76ers (Outubro)
- Michael Finley - Dallas Mavericks (Novembro)
- Michael Curry - Detroit Pistons (Dezembro)
- Malik Rose - San Antonio Spurs (Janeiro)
- Chris Webber - Sacramento Kings (Fevereiro)
- Darrell Armstrong - Orlando Magic (Março)
- Allan Houston - New York Knicks (Abril)
- Jerry Stackhouse - Washington Wizards (Maio)
- Membros do Projeto Salute (Junho)
  - Troy Hudson - Minnesota Timberwolves
  - Ervin Johnson - Milwaukee Bucks
  - Mark Madsen - Los Angeles Lakers
  - Cherokee Parks - Golden State Warriors
  - Shawn Marion - Phoenix Suns
- Antawn Jamison - Golden State Warriors (Julho)
- Jalen Rose - Chicago Bulls (Agosto)
- Dikembe Mutombo - New Jersey Nets (Setembro)

Temporada 2003-04
- Rashard Lewis - Seattle SuperSonics (Outubro)
- Aaron McKie / Marc Jackson - Philadelphia 76ers (Novembro)
- Jermaine O'Neal - Indiana Pacers (Dezembro)
- Karl Malone - Los Angeles Lakers (Janeiro)
- Dirk Nowitzki - Dallas Mavericks (Fevereiro)
- Carlos Boozer - Cleveland Cavaliers (Março)
- Derek Fisher Los Angeles Lakers (Abril)
- Lamar Odom - Miami Heat (Maio)
- Kurt Thomas - New York Knicks (Junho)
- Allen Iverson - Philadelphia 76ers (Julho)
- Team USA (Agosto)
  - Carmelo Anthony - Denver Nuggets
  - Carlos Boozer - Cleveland Cavaliers
  - Tim Duncan - San Antonio Spurs
  - Allen Iverson - Philadelphia 76ers
  - LeBron James - Cleveland Cavaliers
  - Richard Jefferson - New Jersey Nets
  - Stephon Marbury - New York Knicks
  - Shawn Marion - Phoenix Suns
  - Lamar Odom - Miami Heat
  - Emeka Okafor - Charlotte Bobcats
  - Amar'e Stoudemire - Phoenix Suns
  - Dwyane Wade - Miami Heat
- Adonal Foyle - Golden State Warriors (Setembro)

Temporada 2004-05
- Damon Stoudamire - Portland Trail Blazers (Outubro)
- Steven Hunter / Marc Jackson - Philadelphia 76ers  (Novembro)
- Shaquille O'Neal - Miami Heat (Dezembro)
- Marcus Camby - Denver Nuggets (Janeiro)
- Rasheed Wallace - Detroit Pistons (Fevereiro)
- Bruce Bowen - San Antonio Spurs (Março)
- Derek Fisher - Golden State Warriors (Abril)
- Jerome Williams - New York Knicks (Maio)
- Chris Bosh - Toronto Raptors (Junho)
- Vince Carter - New Jersey Nets (Julho)
- Gilbert Arenas - Washington Wizards (Agosto)
- Jogadores da NBA envolvidos na recuperação da comunidade devido ao Furacão Katrina (Setembro)

Temporada 2005-06
- Drew Gooden - Cleveland Cavaliers (Outubro)
- Kevin Garnett - Minnesota Timberwolves (Novembro)
- Chris Webber - Philadelphia 76ers (Dezembro)
- Bruce Bowen - San Antonio Spurs (Janeiro)
- Charlie Villanueva - Toronto Raptors (Fevereiro)
- Raja Bell - Phoenix Suns (Março)
- Rasheed Wallace - Detroit Pistons (Abril)
- Theo Ratliff - Portland Trail Blazers (Maio)
- LeBron James - Cleveland Cavaliers (Junho)
- Alonzo Mourning - Miami Heat (Julho)
- Bo Outlaw - Orlando Magic (Agosto)
- Chris Paul - New Orleans Hornets (Setembro)

Temporada 2006-07
- Eric Snow - Cleveland Cavaliers (Outubro)
- Marcus Banks - Phoenix Suns (Novembro)
- Jermaine O'Neal - Indiana Pacers (Dezembro)
- Rasual Butler - New Orleans Hornets (Janeiro)
- Greg Buckner - Dallas Mavericks (Fevereiro)
- Al Harrington - Golden State Warriors (Março)
- Luol Deng - Chicago Bulls (Abril)
- Mike Miller - Memphis Grizzlies (Maio)
- Caron Butler - Washington Wizards (Junho)
- Dwight Howard - Orlando Magic (Julho)
- Dwyane Wade - Miami Heat (Agosto)
- Emeka Okafor - Charlotte Bobcats (Setembro)

Temporada 2007-08
- Jamal Crawford - New York Knicks (Outubro)
- Chris Duhon - Chicago Bulls (Novembro)
- Dirk Nowitzki - Dallas Mavericks (Dezembro)
- Tracy McGrady - Houston Rockets (Janeiro)
- Al Horford - Atlanta Hawks (Fevereiro)
- Stephen Jackson - Golden State Warriors (Março)
- Kevin Garnett - Boston Celtics (Abril)
- Mike Miller - Memphis Grizzlies (Maio)
- LeBron James - Cleveland Cavaliers (Junho)
- Alonzo Mourning - Miami Heat (Julho)
- Charlie Villanueva - Milwaukee Bucks (Agosto)
- Chris Paul - New Orleans Hornets (Setembro)

Temporada 2008-09
- Amar'e Stoudemire  - Phoenix Suns (Outubro)
- Jason Terry - Dallas Mavericks (Novembro)
- Peja Stojaković - New Orleans Hornets (Dezembro)
- Dwight Howard - Orlando Magic (Janeiro)
- Samuel Dalembert - Philadelphia 76ers (Fevereiro)
- Devin Harris - New Jersey Nets (Março)
- Leon Powe - Boston Celtics (Abril)
- Daequan Cook - Miami Heat (off-season)

Temporada 2009-10
- Dwight Howard - Orlando Magic (Outubro)
- Shaquille O'Neal - Cleveland Cavaliers (Novembro)
- Jason Kidd - Dallas Mavericks (Dezembro)
- Samuel Dalembert - Philadelphia 76ers (Janeiro)
- Ronny Turiaf - Golden State Warriors (Fevereiro)
- Rudy Gay - Memphis Grizzlies (Março)
- Juwan Howard - Portland Trail Blazers (Abril)
- Dwyane Wade - Miami Heat (off-season)

Temporada 2010-11
- Chris Paul - New Orleans Hornets (Outubro)
- Deron Williams - New Jersey Nets (Novembro)
- Zach Randolph - Memphis Grizzlies (Dezembro)
- Ray Allen - Boston Celtics (Janeiro)
- Brandon Jennings - Milwaukee Bucks (Fevereiro)
- Al Horford - Atlanta Hawks (Março)

Temporada 2011-12
- Wesley Matthews - Portland Trail Blazers (Fevereiro)
- Gerald Henderson Jr. - Charlotte Bobcats/Hornets (Março)
- Rudy Gay - Memphis Grizzlies (Abril)
- Pau Gasol - Los Angeles Lakers (Maio)

Temporada 2012-13
- Deron Williams - Brooklyn Nets (Novembro)
- Kevin Love - Minnesota Timberwolves (Dezembro)
- Zach Randolph - Memphis Grizzlies (Janeiro)
- Kenneth Faried - Denver Nuggets (Fevereiro)
- Damian Lillard - Portland Trail Blazers (Março)
- Chris Paul - Los Angeles Clippers (Abril)

Temporada 2013-14
- George Hill - Indiana Pacers (Outubro)[13]
- Zach Randolph - Memphis Grizzlies (Novembro)[14]
- Rajon Rondo - Boston Celtics (Dezembro)[15]
- Stephen Curry - Golden State Warriors (Janeiro)[16]
- Anthony Davis - New Orleans Pelicans (Fevereiro)[17]
- Dwight Howard - Houston Rockets (Março)[18]

Temporada 2014-15
- Russell Westbrook - Oklahoma City Thunder (Outubro)
- Klay Thompson - Golden State Warriors (Novembro)
- Ben McLemore - Sacramento Kings (Dezembro)
- Anthony Davis - New Orleans Pelicans (Janeiro)
- Joakim Noah - Chicago Bulls (Fevereiro)
- Tobias Harris - Orlando Magic (Março)
- Chris Paul - Los Angeles Clippers (Abril)

Temporada 2015-16
- John Wall - Washington Wizards (Outubro)
- Carmelo Anthony - New York Knicks (Novembro)
- Victor Oladipo - Orlando Magic (Dezembro)
- Mike Conley - Memphis Grizzlies (Janeiro)
- Andre Drummond - Detroit Pistons (Fevereiro)
- Anthony Davis - New Orleans Pelicans (Março)
- Zach LaVine - Memphis Grizzlies (Abril)

Temporada 2016-17
- Tobias Harris - Detroit Pistons (Outubro)
- C. J. McCollum - Portland Trail Blazers (Novembro)
- Isaiah Thomas - Boston Celtics (Dezembro)
- Zach Randolph - Memphis Grizzlies (Janeiro)
- Elfrid Payton - Orlando Magic (Fevereiro)
- Jrue Holiday - New Orleans Pelicans (Março)
- Jimmy Butler - Chicago Bulls (Abril)

Temporada 2017-18
- DeMarcus Cousins - New Orleans Pelicans (off-season)
- JJ Barea - Dallas Mavericks (Outubro)
- Ricky Rubio - Utah Jazz (Novembro)
- LeBron James - Cleveland Cavaliers (Dezembro)
- Kevin Durant - Golden State Warriors (Janeiro)
- C. J. McCollum - Portland Trail Blazers (Fevereiro)
- Dwyane Wade - Miami Heat (Março)

Temporada 2018-19
- LeBron James - Los Angeles Lakers (off-season)
- Dwight Powell - Dallas Mavericks (Outubro)
- Damian Lillard - Portland Trail Blazers (Novembro)
- Khris Middleton - Milwaukee Bucks (Dezembro)
- Mike Conley - Memphis Grizzlies (Janeiro)
- Pascal Siakam - Toronto Raptors (Fevereiro)
- Jarrett Allen - Brooklyn Nets (Março)

Temporada 2019-20
- Gorgui Dieng - Memphis Grizzlies (off-season)
- Kevin Love - Cleveland Cavaliers (Outubro)
- Devin Booker - Phoenix Suns (Novembro)
- DeAndre Jordan - Brooklyn Nets (Dezembro)
- Trae Young - Atlanta Hawks (Janeiro)
- Langston Galloway - Detroit Pistons (Fevereiro)

Temporada 2020-21
- Donovan Mitchell - Utah Jazz (off-season)[25]
- Jrue Holiday (Milwaukee Bucks) & Josh Richardson (Dallas Mavericks) (Janeiro)[26]
- Patty Mills - San Antonio Spurs (Fevereiro)[27]
- Joel Embiid - Philadelphia 76ers (Março)[28]
- Damian Lillard - Portland Trail Blazers (Abril)[29]
- Devin Booker - Phoenix Suns (Maio)[30]

Temporada 2021-22
- Ricky Rubio - Cleveland Cavaliers (off-season)[31]
- Tobias Harris - Philadelphia 76ers (Outubro)[32]
- Karl-Anthony Towns - Minnesota Timberwolves (Novembro)[33]
- Jaren Jackson Jr. - Memphis Grizzlies (Dezembro)[34]

### Vencedores anuais
- Pau Gasol - Los Angeles Lakers (2012)[35]
- Dwyane Wade - Miami Heat (2013)[36]
- Stephen Curry - Golden State Warriors (2014)[37]
- Russell Westbrook - Oklahoma City Thunder (2015)[38]
- John Wall - Washington Wizards (2016)[39]
- Isaiah Thomas - Boston Celtics (2017)[40]
- Kevin Durant - Golden State Warriors (2018)
- Bradley Beal - Washington Wizards (2019)
- Harrison Barnes (Sacramento Kings), Jaylen Brown (Boston Celtics), George Hill (Milwaukee Bucks), Chris Paul (OKC Thunder), Dwight Powell (Dallas Mavericks) (2020)[41]
- Devin Booker - Phoenix Suns (2021)[42]
- Gary Payton II - Golden State Warriors (2022)[43]
- Brook Lopez - Milwaukee Bucks (2023)[44]